# Mellanbyns fritidsområde
Mellanbyns fritidsområde är en småort i Idenors socken i Hudiksvalls kommun, Gävleborgs län.